# 魏尔施特拉斯分解定理
魏尔施特拉斯分解定理（英語：Weierstrass factorization theorem）是指任意整函数{\displaystyle f(z)}可以分解为如下无穷乘积的形式：
{\displaystyle f(z)=}{\displaystyle z^{m}e^{g(z)}}{\displaystyle \prod _{n=1}^{\infty }}{\displaystyle (1-{\tfrac {z}{a_{n}}})}{\displaystyle e^{{\tfrac {z}{a_{n}}}+{\tfrac {1}{2}}({\tfrac {z}{a_{n}}})^{2}+{\tfrac {1}{3}}({\tfrac {z}{a_{n}}})^{3}+\cdots +{\tfrac {1}{h}}({\tfrac {z}{a_{n}}})^{h}}}{\displaystyle =z^{m}e^{g(z)}\prod _{n=1}^{\infty }E_{p_{n}}\left({\frac {z}{a_{n}}}\right)}
其中{\displaystyle g(z)}是另一整函数，{\displaystyle h}是上述无穷乘积收敛的最小整数，称为亏格。{\displaystyle E_{p_{n}}}是魏尔施特拉斯的基本因子。这种无穷乘积称为典范乘积。求解{\displaystyle g(z)}的方法一般是两边同时取对数再求导数，这样右边就可以化为无穷级数形式，通过对比无穷级数理论中的相关结果得出{\displaystyle g(z)}的形式。

## 基本因子
英文为primary factors或是elementary factors。也有译为“主要因子”的版本。
对于任意的{\displaystyle n\in \mathbb {N} _{0}}，基本因子{\displaystyle E_{n}(z)}的定义如下：
{\displaystyle {\begin{aligned}&E_{n}(z)=(1-z)\exp \left(h_{n}(z)\right)\\&h_{n}(z)={\begin{cases}0&{\text{ if }}n=0,\\{\frac {z^{1}}{1}}+{\frac {z^{2}}{2}}+\cdots +{\frac {z^{n}}{n}}&{\text{ otherwise. }}\end{cases}}\end{aligned}}}
其中，级数{\displaystyle h_{n}(z)={\frac {z^{1}}{1}}+{\frac {z^{2}}{2}}+{\frac {z^{3}}{3}}+\cdots +{\frac {z^{n}}{n}}}。
对于级数{\displaystyle h_{n}(z)}，有如下性质。以下性质在后续引理的证明中会用到（主要是3.、4.与5.）。
1. {\displaystyle |z|<1}的情况下，{\displaystyle h_{n}(z)}可被展开为{\displaystyle {\frac {1}{1-z}}=1+z^{1}+z^{2}+z^{3}+\cdots }。接着两边同时积分，可得{\displaystyle {\begin{aligned}\int {\frac {1}{1-z}}dz=-\log(1-z)={\frac {z^{1}}{1}}+{\frac {z^{2}}{2}}+{\frac {z^{3}}{3}}+\cdots \end{aligned}}}。所以{\displaystyle h_{n}(z)}的极限可以表示为{\displaystyle h_{\infty }(z)=\lim _{n\to \infty }h_{n}(z)=-\log(1-z)}。
2. 因为{\displaystyle (1-z)=\exp(\log(1-z))=\exp \left(-h_{\infty }(z)\right)}，所以{\displaystyle {\frac {1}{1-z}}=\exp \left(h_{\infty }(z)\right)}。
3. 如果将{\displaystyle h_{\infty }(z)}与{\displaystyle h_{n}(z)}之间的差额定义为新的级数{\displaystyle r_{n}(z)=h_{\infty }(z)-h_{n}(z)}。
4. 利用2.与3.改写{\displaystyle E_{n}(z)}的定义式：{\displaystyle {\begin{aligned}&E_{n}(z)=(1-z)\exp \left(h_{n}(z)\right)=(1-z)\exp \left(h_{\infty }(z)-r_{n}(z)\right)\\&\quad =(1-z){\frac {1}{1-z}}\exp \left(-r_{n}(z)\right)=\exp \left(-r_{n}(z)\right)\end{aligned}}}。改写后的基本因子定义式{\displaystyle E_{n}(z)=\exp \left(-r_{n}(z)\right)}将会在后续引理的证明中用到。
5. 将3.的关系写成级数形式：{\displaystyle r_{n}(z)={\frac {z^{n+1}}{n+1}}+{\frac {z^{n+2}}{n+2}}+{\frac {z^{n+3}}{n+3}}+\cdots =\sum _{k=n+1}^{\infty }{\frac {z^{n+1}}{n+1}}={\frac {z^{n+1}}{n+1}}\sum _{k=0}^{\infty }{\frac {n+1}{n+1+k}}z^{k}}。

利用以上性质，可以证明下面的重要引理。该引理在后续证明魏尔施特拉斯分解定理时有关键性作用。

引理 (15.8, Rudin): 对于{\displaystyle |z|\leq 1,n\in \mathbb {N} _{0}}，
{\displaystyle {\begin{aligned}\left|1-E_{n}(z)\right|\leq |z|^{n+1}\end{aligned}}}成立。
证明：
{\displaystyle n=0}时，{\displaystyle |1-z|\leq |z|}显而易见。所以只讨论{\displaystyle n\geq 1}的情况。
i) 将引理左边的部分（不带绝对值）定义为一个新函数{\displaystyle u_{n}(z)=1-E_{n}(z)=1-(1-z)\exp h_{n}(z)}。后续称此式为式{\displaystyle (1)}。
运用性质4.与5.改写式{\displaystyle (1)}：
{\displaystyle {\begin{aligned}u_{n}(z)=1-E_{n}(z)=1-\exp \left(-r_{n}(z)\right)=1-\exp \left(-{\frac {z^{n+1}}{n+1}}\sum _{k=0}^{\infty }{\frac {n+1}{n+1+k}}z^{k}\right)=1-\exp(-{\frac {z^{n+1}}{n+1}})\exp {(-{\frac {z^{n+2}}{n+1}}{\frac {n+1}{n+2}})}\exp {(-{\frac {z^{n+3}}{n+1}}{\frac {n+1}{n+3}})}...\end{aligned}}}
将指数部分展开后可得（为了简洁，系数用字母{\displaystyle b,c,d}表示）：{\displaystyle u_{n}(z)=1-(1-b_{n+1}z^{n+1}+b_{2n+2}z^{2n+2}+...)(1-c_{n+2}z^{n+2}+c_{2n+4}z^{2n+4}+...)(1-d_{n+3}z^{n+3}+d_{2n+4}z^{2n+4}+...)...}
整理后可得，{\displaystyle u_{n}(z)}可以用一个新的级数来表示：{\displaystyle u_{n}(z)=1-(1-b_{n+1}z^{n+1}-c_{n+2}z^{n+2}-d_{n+3}z^{n+3}+...)}。将系数统一用{\displaystyle a}（如{\displaystyle a_{0}=b_{n+1},a_{1}=c_{n+2}}）来标注的话，{\displaystyle u_{n}(z)=z^{n+1}\sum _{k=0}^{\infty }a_{k}z^{k}}。
将该结果微分，可得：
{\displaystyle u'_{n}(z)=a_{0}(n+1)z^{n}+a_{1}(n+2)z^{n+1}+a_{2}(n+3)z^{n+2}+...}
ii) 将式{\displaystyle (1)}直接微分，可得
{\displaystyle {\begin{aligned}&u_{n}^{\prime }(z)=-E_{n}^{\prime }(z)=\exp h_{n}(z)-(1-z)h_{n}^{\prime }(z)\exp h_{n}(z)\\&\quad =\exp h_{n}(z)-(1-z){\frac {1-zn}{1-z}}\exp h_{n}(z)=z^{n}\exp h_{n}(z)\end{aligned}}}
将指数部分展开可得。
{\displaystyle u_{n}^{\prime }(z)=z^{n}\exp h_{n}(z)=z^{n}\exp({\frac {z^{1}}{1}}+{\frac {z^{2}}{2}}+\cdots +{\frac {z^{n}}{n}})=z^{n}\exp(z)\exp({\frac {z^{2}}{2}})\exp({\frac {z^{3}}{3}})...\exp({\frac {z^{n}}{n}})=z^{n}(\sum _{k=0}^{\infty }{\frac {x^{k}}{k!}})(\sum _{l=0}^{\infty }{\frac {x^{2l}}{2^{l}l!}})...(\sum _{j=0}^{\infty }{\frac {x^{nj}}{n^{j}j!}})}
结论1：比较i)与ii)的结果。比较{\displaystyle z^{n}}项可知，{\displaystyle a_{0}(n+1)=1\to a_{0}={\frac {1}{n+1}}}。同样的方法比较后续项可知，{\displaystyle a_{k}}皆为正的实数。
iii) 基于{\displaystyle u_{n}}新设一个级数{\displaystyle v_{n}(z)={\frac {u_{n}(z)}{z^{n+1}}}=\sum _{k=0}^{\infty }a_{k}z^{k}}。因为极点是一个可消极点，所以这也是一个整函数。计算{\displaystyle v_{n}(1)={\frac {u_{n}(1)}{1^{n+1}}}=1-E_{n}(1)=1-[(1-1)\exp \left(h_{n}(1)\right)]=1}
所以在给定的条件{\displaystyle |z|\leq 1}下，运用绝对值不等式的基本性质和结论1：
{\displaystyle \left|v_{n}(z)\right|\leq \sum _{k=0}^{\infty }\left|a_{k}\|z\right|^{k}\leq \sum _{k=0}^{\infty }a_{k}=v_{n}(1)=1{\text{ if }}|z|\leq 1}
即，{\displaystyle \left|v_{n}(z)\right|=\left|{\frac {u_{n}(z)}{z^{n+1}}}\right|\leq 1\to \left|1-E_{n}(z)\right|\leq |z|^{n+1}}成立。引理(15.8)证明完毕。

## 延伸阅读
- Alford的《复分析》